# Caloptilia xanthochiria
Caloptilia xanthochiria är en fjärilsart som beskrevs av Lajos Vári 1961. Caloptilia xanthochiria ingår i släktet Caloptilia och familjen styltmalar. Inga underarter finns listade i Catalogue of Life.